# Date (Hokkaidō)
Date (伊達市, Date-shi) és una ciutat i municipi de la subprefectura d'Iburi, a Hokkaido, Japó. Tot i no ser un dels vint municipis més poblades de Hokkaido, Date és un dels 35 municipis de l'illa amb consideració de ciutat; a més, Date és el quart municipi més poblat de la subprefectura d'Iburi.

## Geografia
El municipi de Date està situat a l'oest de la subprefectura d'Iburi, dividit en dues parts separades. El terme municipal de Date limita amb els de Muroran, Noboribetsu, Shiraoi i Sōbetsu al sud-est; amb Tōyako, Rusutsu i Makkari, aquestes darreres dues a la subprefectura de Shiribeshi, a l'oest; amb Chitose a l'est i amb Sapporo al nord.
A Date es troba el mont Usu, de 702 metres d'alçada i el riu Osaru. Com a resultat de la fusió de diversos municipis, Date es divideix en dues seccions de territori separades i diferenciades: l'àrea del bosc d'Otaki i l'àrea on es troba el centre històric de la ciutat de Date. A la zona del bosc d'Otaki es troben el sallent de Sankaidaki i el llit del riu Shirakinu. Al centre històric de la ciutat hi han edificis construïts per samurais, sent un dels més famosos el temple Usu-Zenkō.

## Història

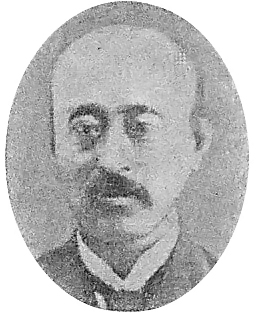
Date Kunishige, fundador de la ciutat

S'han trobat proves de la presència humana des de, com a poc, el període Jomon a l'àrea on actualment es troba Date. Els ainus també es trobaven assentats prop de la zona on actualment es troba la ciutat fins a principis del segle xx. El nom de la zona prové del clan Date, una casa nobiliària amb gran poder al període Tokugawa, quan arribaren a governar el domini de Sendai, entre d'altres. El clan Date provenia de Fukushima, on tenien la seua residència al castell de Yanagawa, a la ciutat de Date, abans de traslladar-se a la província de Mutsu (actual prefectura de Miyagi) on Date Masamune fundà la ciutat de Sendai i l'estat feudal del mateix nom. A principis de l'era Meiji els samurais i senyors feudals, el clan Date inclòs, van perdre els seus privilegis feudals i les seues terres en benefici del nou estat japonés. El 1869, una branca del clan Date provinent de Watari, a Sendai, i encapçalada pel lider Date Kunishige, va instal·lar-se a la zona on actualment es troba la ciutat de Date a Hokkaido, fundant així la població. L'1 d'abril de 1972, Date va assolir la categoria de ciutat. L'1 de març de 2006, el poble d'Ōtaki, al districte d'Usu, va ser integrat dins de la ciutat de Date.

## Govern

### Alcaldes
En aquesta taula només es reflecteixen els alcaldes democràtics, és a dir, des de l'any 1947.
| Alcalde          | Inici del mandat | Fi del mandat | Partit | Partit |
| Hideyoshi Kikuya | 1999             | -             |        | Ind    |

## Transport

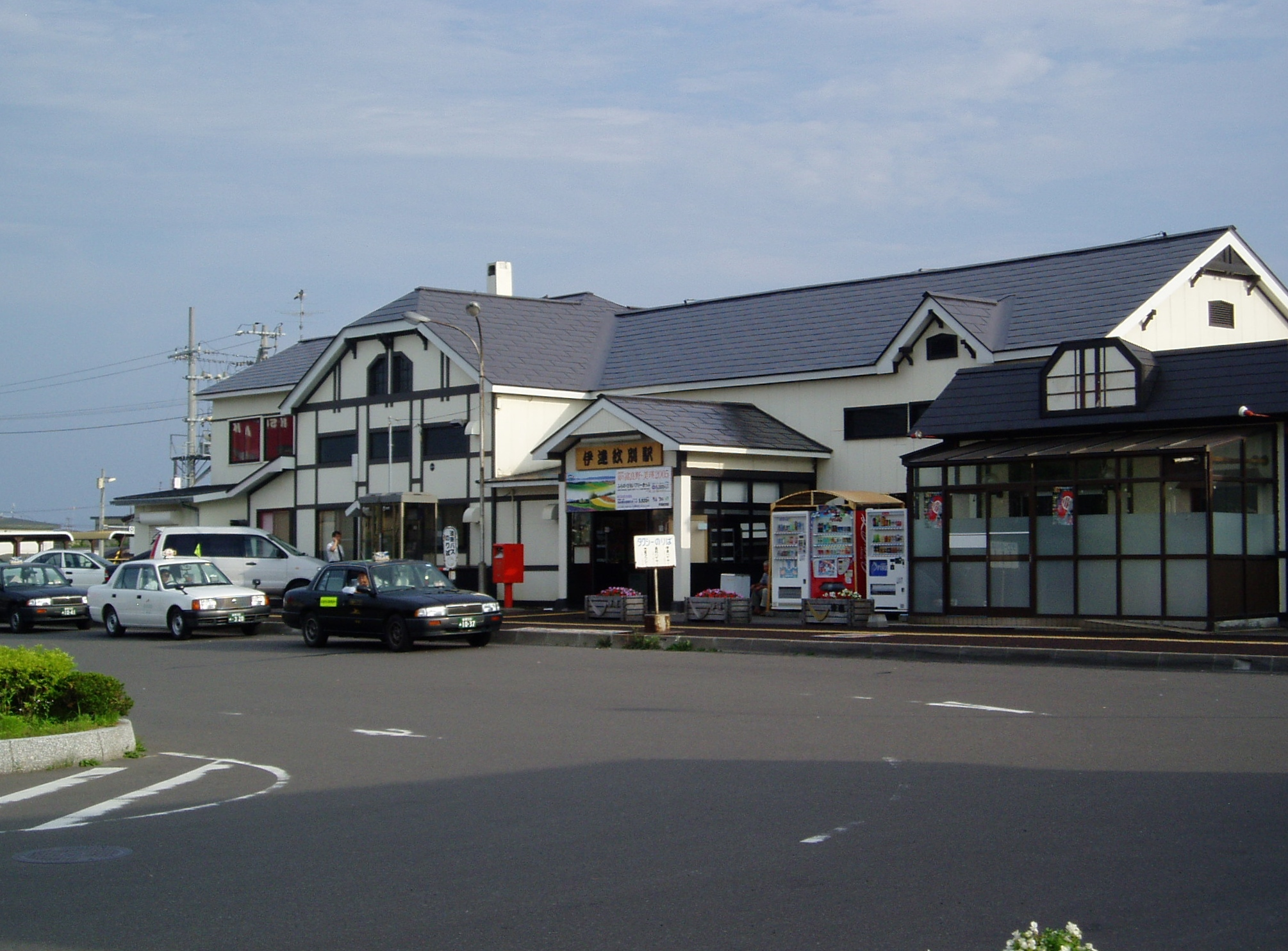
Estació de Date-Monbetsu

### Ferrocarril
- Companyia de Ferrocarrils de Hokkaido (JR Hokkaido)
  - Estació d'Usu
  - Estació de Nagawa
  - Estació de Date-Monbetsu
  - Estació de Kita-Funaoka
  - Estació de Mareppu
  - Estació de Kogane

### Carretera
- Autopista Central de Hokkaidō
- Nacional 37
- Nacional 276
- Nacional 453
- Prefectural 86
- Prefectural 145
- Prefectural 385
- Prefectural 386
- Prefectural 519
- Prefectural 695
- Prefectural 703
- Prefectural 779
- Prefectural 981
- Prefectural 982
- Prefectural 1057

## Agermanaments
- Watari, prefectura de Miyagi, Japó.
- Shinchi, prefectura de Fukushima, Japó.
- Yamamoto, prefectura de Miyagi, Japó.
- Lake Cowichan, Colúmbia Britànica, Canadà.
- Zhangzhou, província de Fujian, RPX.[5]

### Altres
- Shibata, prefectura de Miyagi, Japó. (Municipis amics)
- Hirakata, prefectura d'Osaka, Japó. (Intercanvi cultural)